# Laura Rogule
Laura Rogule (Riga, 5 de febrer de 1988) és una jugadora d'escacs letona que té el títol de Gran Mestre Femení des de 2005.
A la llista d'Elo de la FIDE del maig de 2016, hi tenia un Elo de 2294 punts, cosa que en feia la jugadora femenina número 1 (en actiu) de Letònia, i la número 210 del rànquing mundial femení. El seu màxim Elo va ser de 2362 punts, a la llista de juliol de 2011 (posició 490 al rànquing mundial absolut).

## Resultats destacats en competició
Rogule ha guanyat el campionat femení de Letònia nou cops, els anys 2003, 2005, 2006, 2009, 2010, 2011, 2013, 2015 i 2016. El 2012 en fou subcampiona.
El 2002 es proclamà Campiona del món Sub-14, a Heraklio (Grècia).
El 2012 va guanyar el Campionat d'Europa femení d'escacs ràpids i el Campionat d'Europa femení d'escacs semiràpids a Varsòvia.

### Participació en competicions per equips
Laura Rogule va competir per Letònia a les olimpíades d'escacs:
- El 2004, al tercer tauler a la 36a Olimpíada a Calvià (+5, =1, -5);
- El 2006, al segon tauler a la 37a Olimpíada a Torí (+7, =2, -3);
- El 2008, al primer tauler a la 38a Olimpíada a Dresden (+3, =4, -3);
- El 2010, al segon tauler a la 39a Olimpíada a Khanti-Mansisk (+5, =1, -3);
- El 2012, al segon tauler a la 40a Olimpíada a Istanbul (+5 -2 =2);[10]
- El 2014, al segon tauler a la 41a Olimpíada a Tromsø (+6 -2 =2).

Rogule també va representar Letònia al 4t campionat d'Europa femení per equips:
- El 2001, al tauler suplent a León (+3, =2, -1).[11]